# The New World (1ª parte)
The New World (1ª parte) es el primer episodio de la tercera temporada de la serie de ciencia ficción The 4400 (Los 4400). Está dirigido por Vincent Misiano y escrito por Ira Steven Behr y Frederick Rappaport. Fue emitido por primera vez el 11 de junio de 2006 en Estados Unidos y el 13 de noviembre en España, por la cadena de pago Calle 13.

## Resumen
Tras encontrar a una mujer adulta desnuda en su apartamento que asegura ser Isabelle, Shawn avisa a Richard para que vaya a verla, pero él cree que se trata de una broma pesada. Richard regresa a su apartamento y encuentra a su esposa Lily desmayada y envejecida considerablemente. Visitan al doctor Burkoff y éste les asegura que Lily se encuentra perfectamente, quitando el hecho de que haya envejecido unos 50 años.
Tres semanas después se celebra el juicio contra Dennis Ryland y la cúpula del NTAC por el escándalo del inhibidor de promicina que causó 28 muertes entre los 4400. Tom, Alana, Diana, Marco y Nina acuden al juicio y durante su transcurso, T.J. Kim, una 4400 con la habilidad de controlar la adrenalina del cuerpo, se infiltra disfrazada como periodista y hace que el propio abogado de Ryland le acuchille. A pesar de ser perseguida por Tom, T.J. consigue escapar, aunque herida de un disparo.
En el Centro de los 4400, el estado de Lily empeora y Shawn la visita a diario para curarla. Por otro lado, Isabelle comienza a demostrar nuevas habilidades, ya que ante el desconcierto por su repentino crecimiento, comienza a leer numerosas enciclopedias y libros ante el asombro de Shawn por su rapidez en la lectura. 
Mientras tanto, la cúpula del NTAC comienza a ser asesinada por un grupo radical de 4400 que se hace llamar Grupo Nova, y que amenaza con hacer lo que sea por proteger a los regresados, comenzando con estos asesinatos y una nueva demostración de sus poderes cinco días después. La Agencia de Seguridad Nacional (NSA) envía a uno de los 4400 que trabaja para ellos, Gary Navarro, al NTAC para que les ayude con la investigación del Grupo Nova mediante su habilidad telepática. Sin embargo, Gary es en realidad un miembro del Grupo Nova y conduce a Tom y Diana hacia pistas falsas con el fin de distraerles y matar mientras tanto a Ryland, que se encuentra hospitalizado debido a las cuchilladas que recibió.
El doctor Burkoff descubre que el envejecimiento de Lily se debe a Isabelle, ya que cada vez que una empeora, la otra mejora, y que puede que en el caso de que Isabelle muriera, Lily se recuperaría. Así que Isabelle, en contra de lo que le ha dicho su padre, decide tirarse desde la azotea del Centro. 

## Banda sonora
- A Place in Time - Amanda Abizaid
- Into the Fire - Thirteen Senses